# 경제쇼
성기영의 경제쇼는 KBS 1라디오(전국, 수도권 기준 FM 97.3MHz, AM 711kHz)에서 방송되는 라디오 경제 프로그램이다. 진행자는 KBS 성기영 아나운서이며, 방송시간은 평일 오후 4시 5분부터 오후 4시 55분까지이다.

## 역대 방송시간
| 방송 채널   | 방송 기간                       | 방송 시간                |
| ----------- | ------------------------------- | ------------------------ |
| KBS 1라디오 | 2018년 5월 28일~2020년 1월 31일 | 평일 오후 4:10~오후 4:55 |
| KBS 1라디오 | 2020년 2월 3일~현재             | 평일 오후 4:05~오후 4:55 |

## 역대 진행자
- 2018년 5월 28일~2019년 2월 28일: 박종훈 前 기자 (남)
- 2019년 3월 4일~2021년 2월 5일: 최경영 (남)
- 2021년 2월 8일~2023년 11월 3일: 홍사훈 기자 (남)
- 2023년 11월 13일~현재: 성기영 아나운서 (여)

## 지역 방송국 프로그램
다음 지역 방송국 프로그램은 경제쇼 생방송 시간대인 평일 오후 4시 5분에 방송된다. 
 단, 본사 방송 수중계는 춘천, 원주, 대전, 청주, 충주, 부산, 울산, 창원, 진주, 대구, 목포, 전주, 제주는 총 13개이다.
| 방송국  | 프로그램 타이틀                 | 진행자                 | 방송권역       |
| ------- | ------------------------------- | ---------------------- | -------------- |
| KBS강릉 | 시사정보 4U                     | 김경미                 | 강원특별자치도 |
| KBS포항 | 생생매거진 동해안오늘           | 최용수                 | 경상북도       |
| KBS안동 | 즐거운 라디오 여기는 안동입니다 | 김민혜, 김봉원, 조경준 | 경상북도       |
| KBS광주 | 남도 투데이                     | 임정섭                 | 광주광역시     |
| KBS순천 | 행복충전, 라디오 세상           | 황윤진, 김희지         | 전라남도       |